# Canal 5 (México)
O Canal 5, também conhecida como XHGC-TDT ou 5*, é uma rede de televisão mexicana localizada na capital do país, Cidade do México, que pertence ao Grupo Televisa. Com cobertura nacional e gratuita, exibe programas destinados ao público infantojuvenil. Foi fundada em 10 de maio de 1952 pelo empresário Guillermo González Camarena.